# Simone Altobelli
Simone Altobelli (Roma, 20 luglio 1970) è un allenatore di calcio ed ex calciatore italiano, di ruolo difensore.

## Carriera

### Giocatore
Ha giocato in Serie A con il Lecce e in Serie B con Ancona e Palermo, con cui ha ottenuto una promozione in Serie B.
Vanta 3 presenze con la Nazionale di calcio dell'Italia Under-23, in occasione dei Giochi del Mediterraneo del 1993.

### Allenatore
Dal 2011 allena i Giovanissimi della Polisportiva Cinecittà Bettini. Nella stagione 2013-2014 gli vengono affidate le panchine degli Allievi Elite del San Lorenzo Calcio. Nel 2020 è alla guida della Supreme soocer accademy Nel 2021 è direttore tecnico del Nomentum. Nel 2022 è presidente del San Lorenzo

## Palmarès

### Giocatore

#### Competizioni nazionali
- Campionato italiano Serie C: 1

Palermo: 2000-2001